# パプアニューギニアの地方

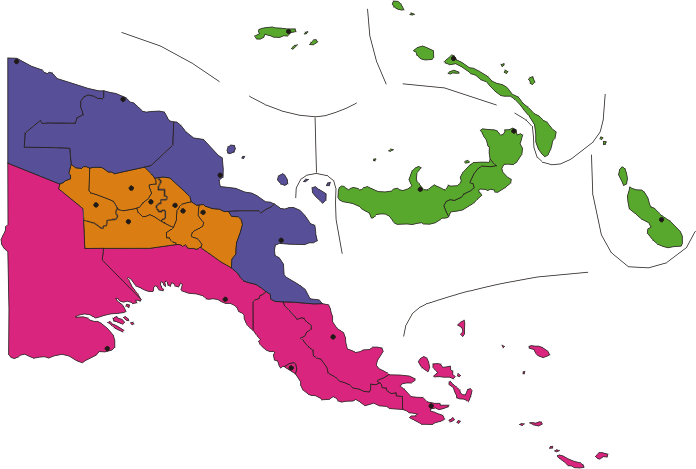
山岳地方
島嶼地方
モマセ地方
パプア地方

パプアニューギニアの地方は、広域行政区域である。22の州級自治体がパプアニューギニアの第一行政区画であるが、地方区分は警察等の行政活動や企業活動、スポーツ競技、さらには政治的な策謀など、幅広く日常生活において重要な区分となっている。

## 概要
例えば、パプアニューギニアでは、どの地方が首相を輩出したか、次に多いのはどこの地方かという議論が年がら年中行われている。大臣や行政庁の長はしばしば地方のバランスに考慮して任命されている。

## 地方
パプアニューギニアの人々は地方への帰属意識が強く、地方間の対抗意識も強い。以下の4地方が存在する。
- 山岳地方: シンブ州, 東部山岳州, エンガ州, ヘラ州, ジワカ州, 南部山岳州,  西部山岳州.
- 島嶼地方: ブーゲンビル州, 東ニューブリテン州, マヌス州, ニューアイルランド州, 西ニューブリテン州.
- モマセ地方: 東セピック州, マダン州, モロベ州, サンダウン州.
- パプア地方: 中央州, 湾岸州, ミルン湾州, オロ州, 西部州, 首都区.

モマセは、モロベ、マダベ、セピックの3つの地域名を合成した合成地名である。